# 豐滿細花介
豐滿細花介（学名：Leptocythere opima）为細花介科細花介屬下的一个种。